# Bidwell (Bedfordshire)
Pour l’article homonyme, voir Bidwell.
 (février 2025).
Si vous disposez d'ouvrages ou d'articles de référence ou si vous connaissez des sites web de qualité traitant du thème abordé ici, merci de compléter l'article en donnant les références utiles à sa vérifiabilité et en les liant à la section « Notes et références ».
Bidwell est un hameau d'Angleterre situé dans le Central Bedfordshire. Il se trouve au nord de Houghton Regis, avec lequel il a partiellement fusionné avec les années.